# Fiume Bytham

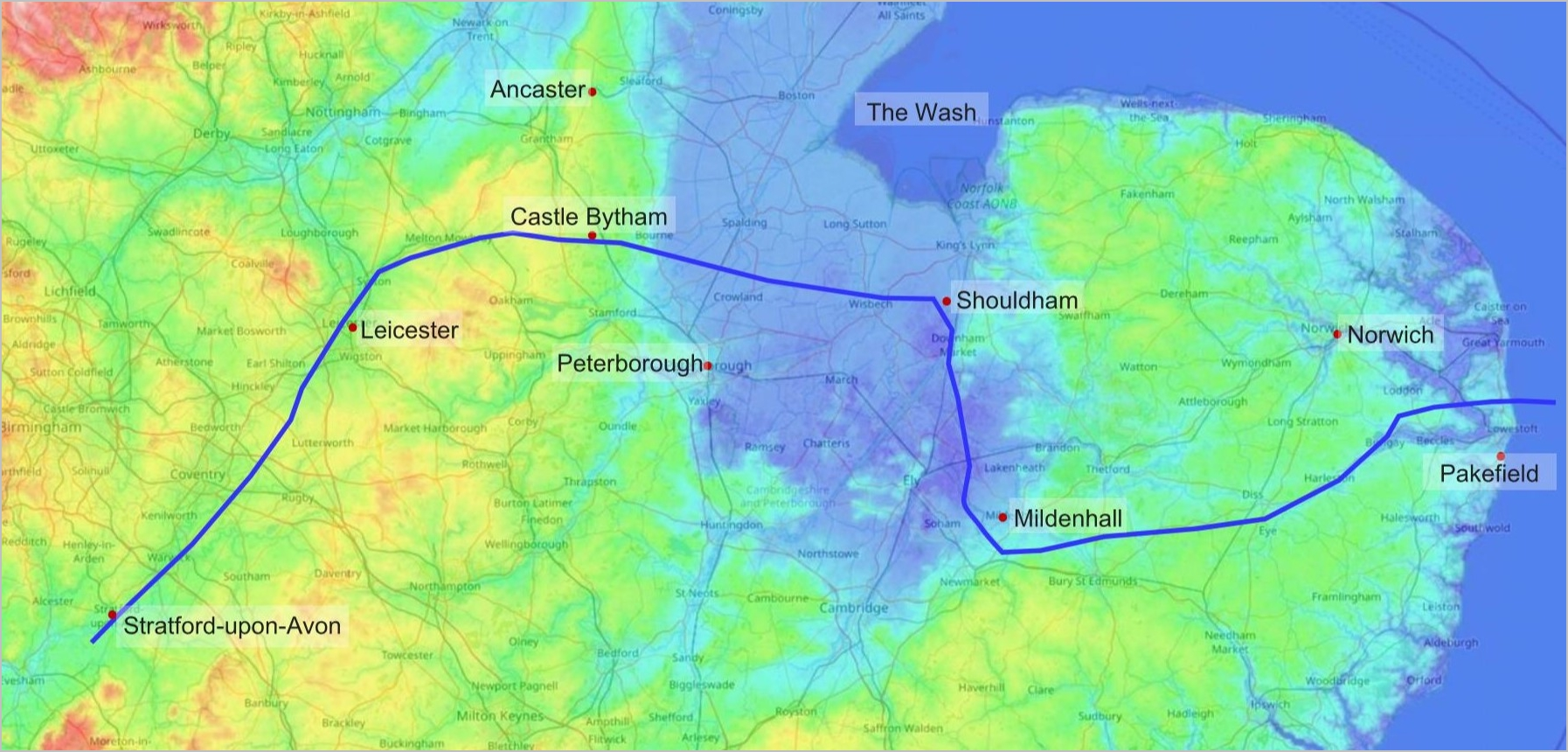

Il Bytham è un fiume che sarebbe esistito nella Gran Bretagna del Pleistocene e che circa 450.000 anni fa scorreva, secondo gli studiosi, nelle Midlands. Sempre secondo gli studiosi, il suo corso sarebbe stato suggerito come itinerario dai primi esseri umani che visitarono la Gran Bretagna.